# Dragiša Vučinić
Dragiša Vučinić (serbe : Драгиша Вучинић), né le 4 avril 1948, à Mostar, en République socialiste de Bosnie-Herzégovine, est un ancien joueur, entraîneur et dirigeant de basket-ball yougoslave. Il évolue au poste de pivot.

## Palmarès
- Finaliste du championnat d'Europe 1971
- Champion de Yougoslavie 1969, 1972
- Coupe de Yougoslavie 1971, 1973, 1975
- Coupe des coupes 1974